# Morgan Weisser
Morgan Weisser (* 12. Mai 1971 in Venice) ist ein amerikanischer Schauspieler.

## Karriere
Im Alter von 13 Jahren trat Morgan Weisser an der Seite seines Vaters Norbert Weisser das erste Mal in dem Film City Limits auf.  1990 stellte er in dem Film Rollerboys (auch Prayer of the Rollerboys) Bullwinkle dar. Auch war er in der Serie Space 2063 als seine bekannteste Rolle, Lt. Nathan West, zu sehen. 1996 spielte er in einer Folge der Serie Akte X – Die unheimlichen Fälle des FBI Lee Harvey Oswald. Er hatte Gastauftritte in mehreren Fernsehserien, darunter Navy CIS, Charmed – Zauberhafte Hexen, Law & Order und Zurück in die Vergangenheit. Auch spielte er einen Privatdetektiven in dem Film Murder Without Conviction. Zuletzt war er 2010 in einem Film zu sehen. Sein Schaffen umfasst 27 Produktionen.
Seit 2002 ist er mit Allison Creelman verheiratet.